# 近津神社 (大子町下野宮)

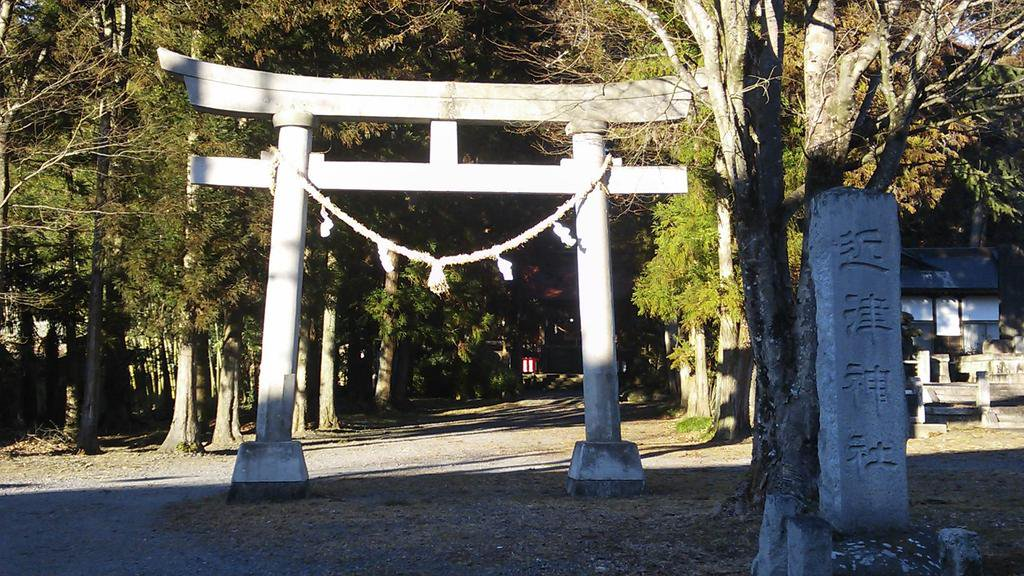
鳥居

近津神社（ちかつじんじゃ）は、茨城県久慈郡大子町に鎮座する神社である。式内小社論社で、旧社格は郷社。下野宮近津神社とも通称される。

## 歴史
社伝によると日本武尊の創建とされ、慶雲4年（707年）に社殿が建てられたという。康平年間には源義家から三千貫文を寄進されている。

## 境内
- 鉾スギ（茨城県指定天然記念物）

当社の御神木であり、樹高43m、幹囲9.6mで、樹齢は1200余年と推定されている。同社勧請の際植えられたものといわれる。

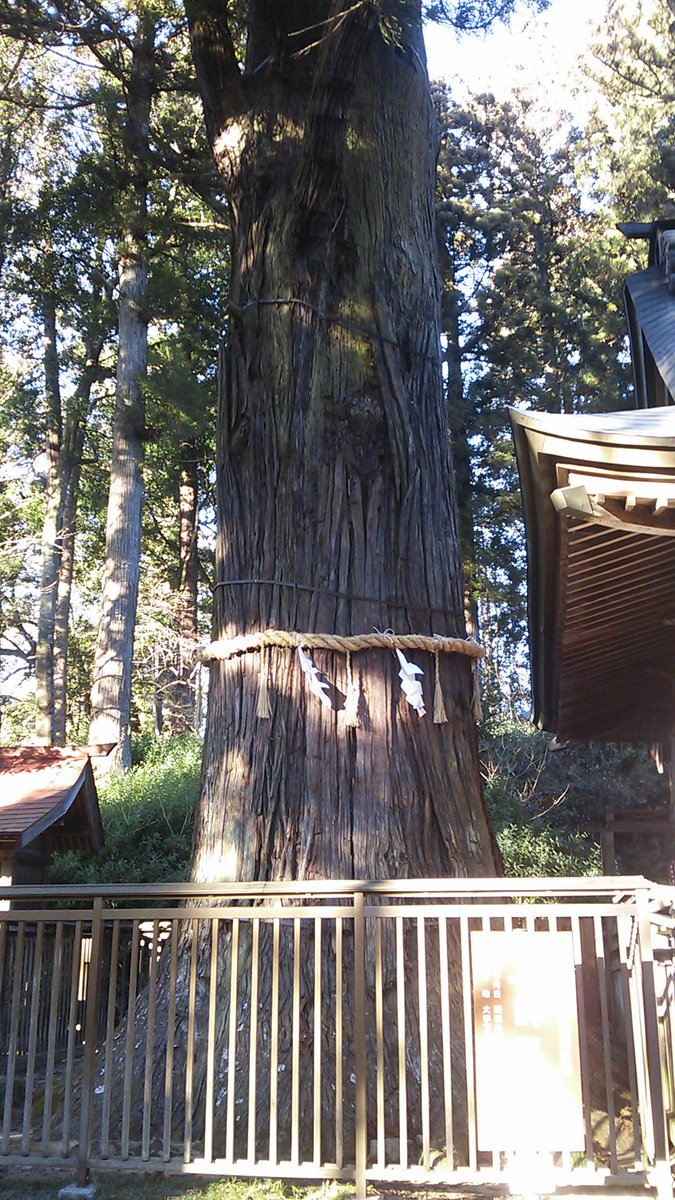
鉾スギ
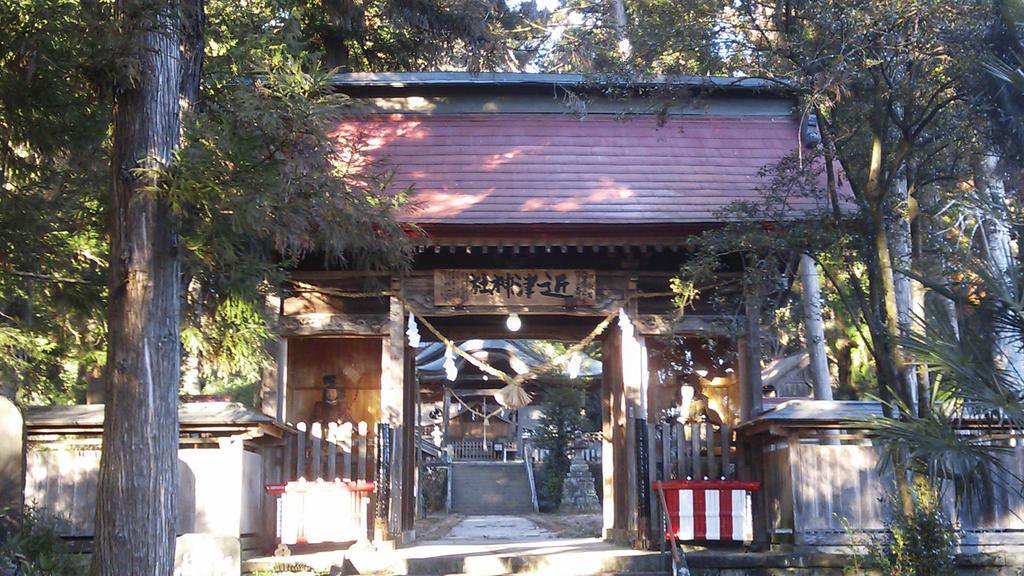
随神門
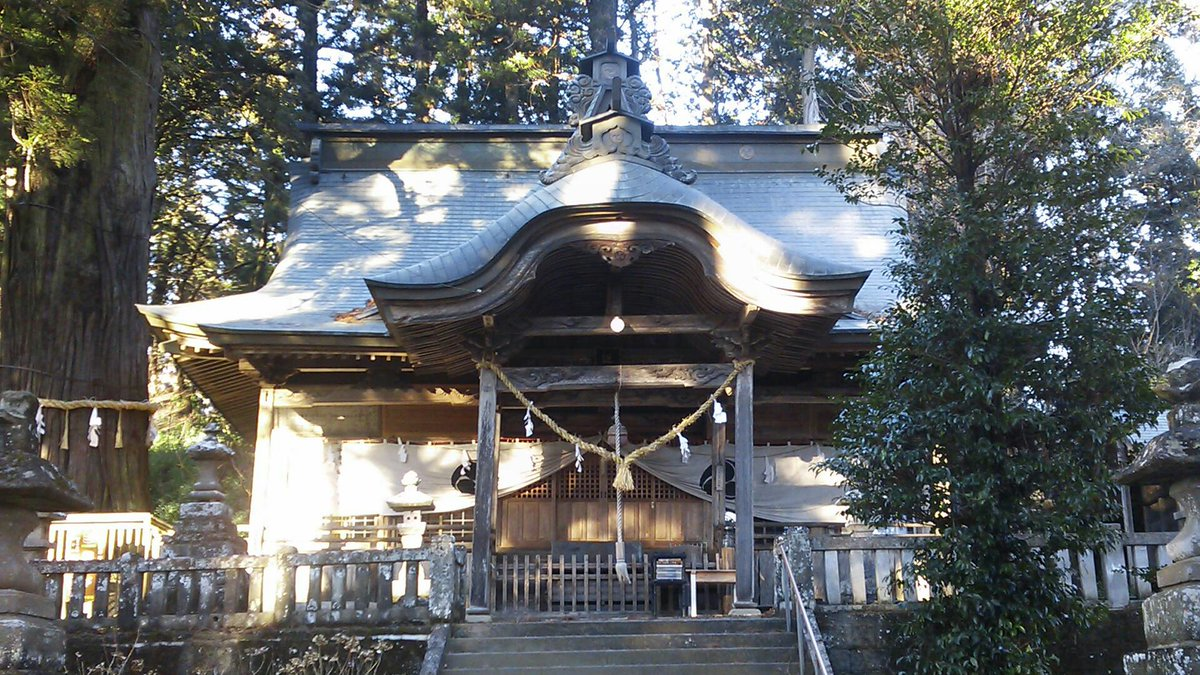
拝殿
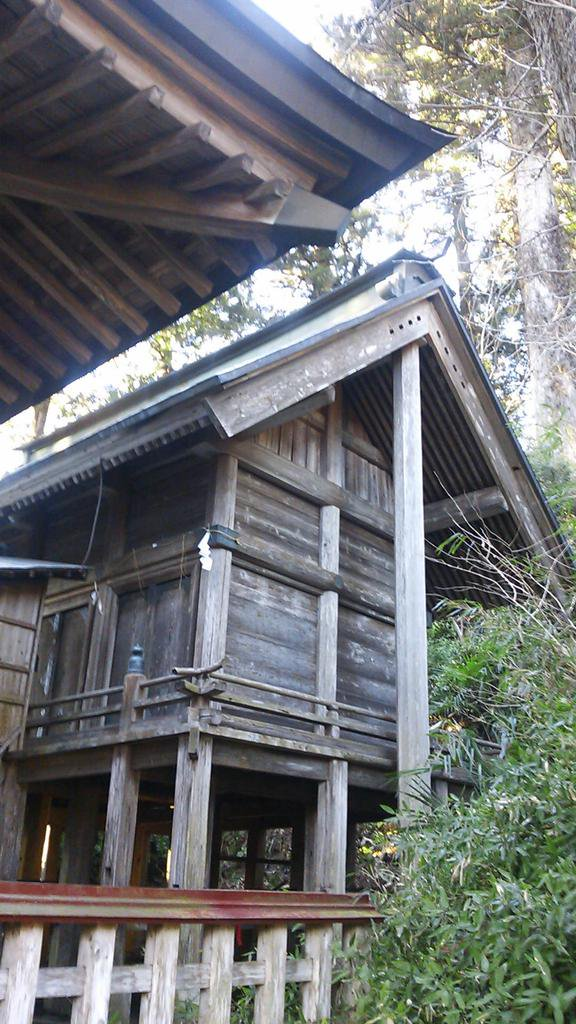
本殿

## 祭事
近津神社の中田植
毎年夏至の日に行われる田植祭で、かつては水戸義公（徳川光圀）寄進の神饌田に植える習わしであったと伝えることから、江戸時代前中期にはすでに行われていたものと思われる。神田に注連縄が張られ、祭主による修祓の後、太鼓、笛、鼓の奏楽に合わせて田植歌の唄われる中を、10余名の早乙女が神田に苗を植え付ける。

御桝廻し
古くは近津三社（馬場都々古別神社、八槻都々古別神社、下野宮近津神社）で行われた神事で、その後近隣の神社でも行われるようになったと言う。その年に収穫した籾を入れた枡を菰に包み幣束を立てたものを10月28日に引受け、御枡小屋に奉斎し、7年を過ぎた同じ日に新しい籾を入れた御枡を次の当屋に引渡すというもの。
こうした同社の祭事は、いずれも農業の守護神としての性格をよく表しており、同様の祭事が大子町や福島県でも多く見られることから、北常陸や南陸奥地方で広い信仰圏を営んだ農業信仰とされる。

## 交通アクセス
- JR東日本水郡線下野宮駅から徒歩5分